# لیکوسنگ‌چشم ماشه‌چکان
لیکوسنگ‌چشم ماشه‌چکان (نام علمی: Pteruthius intermedius) یک گونه پرنده از خانواده سرودخوانان و از آسام، هند، شرق میانمار تا جنوب چین و جنوب ویتنام یافت می‌شود. زیستگاه طبیعی آن جنگل‌های جلگه‌ای نمناک نیمه‌گرمسیری یا گرمسیری و جنگل‌های کوهستانی نمناک نیمه‌گرمسیری یا گرمسیری است. در گذشته به عنوان زیرگونه‌ای از لیکوسنگ‌چشم پیشانی‌بلوطی در نظر گرفته می‌شد.